# NGC 316
NGC 316 – gwiazda znajdująca się w gwiazdozbiorze Ryb, widoczna na niebie tuż obok galaktyki NGC 315. Jej jasność to 13,9m. Zaobserwował ją 29 listopada 1850 roku Bindon Stoney – asystent Williama Parsonsa, i błędnie uznał za obiekt typu mgławicowego.